# Nikołaj Burdenko
Nikołaj Nilowicz Burdenko (ros. Николай Нилович Бурденко, ur. 22 maja?/3 czerwca 1876 w Kamience, zm. 11 listopada 1946 w Moskwie) – rosyjski lekarz, chirurg, twórca rosyjskiej szkoły neurochirurgicznej i poseł Rady Najwyższej Związku Radzieckiego.
Naczelny Chirurg Armii Czerwonej (1937–1946), członek Akademii Nauk ZSRR (od 1939), członek i pierwszy prezes Akademii Nauk Medycznych ZSRR (1944–1946), Bohater Pracy Socjalistycznej (1943), laureat Nagrody Stalinowskiej (1941). Uczestnik wojny rosyjsko-japońskiej, I i II wojny światowej.
Przewodniczący powołanej w 1944 roku Komisji Burdenki, która przy użyciu fałszerstw i fabrykowanych dowodów miała za zadanie przypisać nazistowskim Niemcom odpowiedzialność za zbrodnię katyńską, dokonaną w rzeczywistości przez radziecką tajną policję podległą NKWD.

## Życiorys

### Edukacja i działalność zawodowa
Nikołaj Burdenko urodził się 3 czerwca 1876 roku w miejscowości Kamienka w guberni penzeńskiej.
W 1891 wstąpił do seminarium teologicznego, a po ukończeniu studiów w 1897 roku wyjechał do Tomska, gdzie założono uniwersytet. Po ukończeniu dwóch kursów Burdenko został wydalony z uczelni za udział w studenckiej organizacji rewolucyjnej i zmuszony do opuszczenia Tomska. Studia kontynuował na Uniwersytecie w Dorpacie i ukończył je z wyróżnieniem w 1906 roku.
Od stycznia do grudnia 1904 roku służył jako wolontariusz w służbach medycznych na wojnie rosyjsko-japońskiej w Mandżurii, w bitwie pod Delisi został raniony w rękę.
W czerwcu 1910 roku został privatdozentem, a w listopadzie profesorem nadzwyczajnym tej uczelni. W 1918 roku został profesorem na Uniwersytecie w Woroneżu, od 1923 roku był profesorem na Wydziale Lekarskim Uniwersytetu Moskiewskiego, od 1930 roku przekształconego w 1. Moskiewski Uniwersytet Medyczny. Szefował tamtejszej klinice chirurgicznej, obecnie noszącej jego imię. Od 1929 roku był dyrektorem kliniki neurochirurgicznej Instytutu Radiologicznego, przekształconej w 1934 roku w pierwszy na świecie instytut neurochirurgiczny. Był członkiem honorowym Międzynarodowego Towarzystwa Chirurgów.
Pełnił funkcję osobistego lekarza Józefa Stalina, leczył także Wiaczesława Mołotowa oraz inne osobistości. W 1939 został członkiem Komunistycznej Partii Związku Radzieckiego.

### Komisja Burdenki
W styczniu 1944 roku został przewodniczącym komisji powołanej przez władze radzieckie do zbadania zbrodni katyńskiej, znanej jako tzw. Komisja Burdenki, która obarczyła Niemców odpowiedzialnością za rozstrzelanie polskich oficerów.
Pod koniec życia Burdenko przyznał, że rozstrzelania polskich oficerów dokonało radzieckie NKWD, uznając to za „wielki błąd” tych służb, stwierdził także, iż śmierć polskich oficerów nastąpiła w 1940 roku i że była to sprawa bezdyskusyjna dla niego jako lekarza. Wyznanie to złożył swojemu przyjacielowi, prof. uniwersytetu w Woroneżu, Borysowi Olszańskiemu, który przebywając na emigracji opisał ten fakt w czerwcu 1950 roku w liście do rosyjskiego czasopisma Socjalisticzeski Westnik, które grupa przeciwników Stalina wydawała w Paryżu. Pół wieku później okazało się jednak, że raport Olszańskiego był prawdopodobnie zmyślony. Nie jest zatem jasne, czy Burdenko aktywnie uczestniczył w fałszerstwach NKWD, czy NKWD chciało oszukać również jego i innych członków komisji.
W latach 1990–1994, w trakcie śledztwa w sprawie zbrodni katyńskiej prowadzonego przez rosyjską Główną Prokuraturę Wojskową, ustalono, że Komisja Burdenki dopuszczała się fałszerstw i fabrykowała dowody.

### Ostatnie lata
Po zakończeniu wojny, po przebyciu dwóch zawałów serca, wycofał się z życia publicznego i zawodowego, zamieszkiwał przy ulicy Twerskiej w Moskwie.

## Dorobek naukowy
Nikołaj Burdenko jako jeden z pierwszych wprowadził do praktyki klinicznej chirurgię ośrodkowego i obwodowego układu nerwowego; badał przyczyny, obraz kliniczny i metody leczenia wstrząsu, wprowadził bulbotomię – zabieg przecięcia dróg nerwowych czerwienno-rdzeniowych na poziomie opuszki rdzenia przedłużonego, wykonywany u pacjentów z neuralgią trójdzielną.

## Uznanie

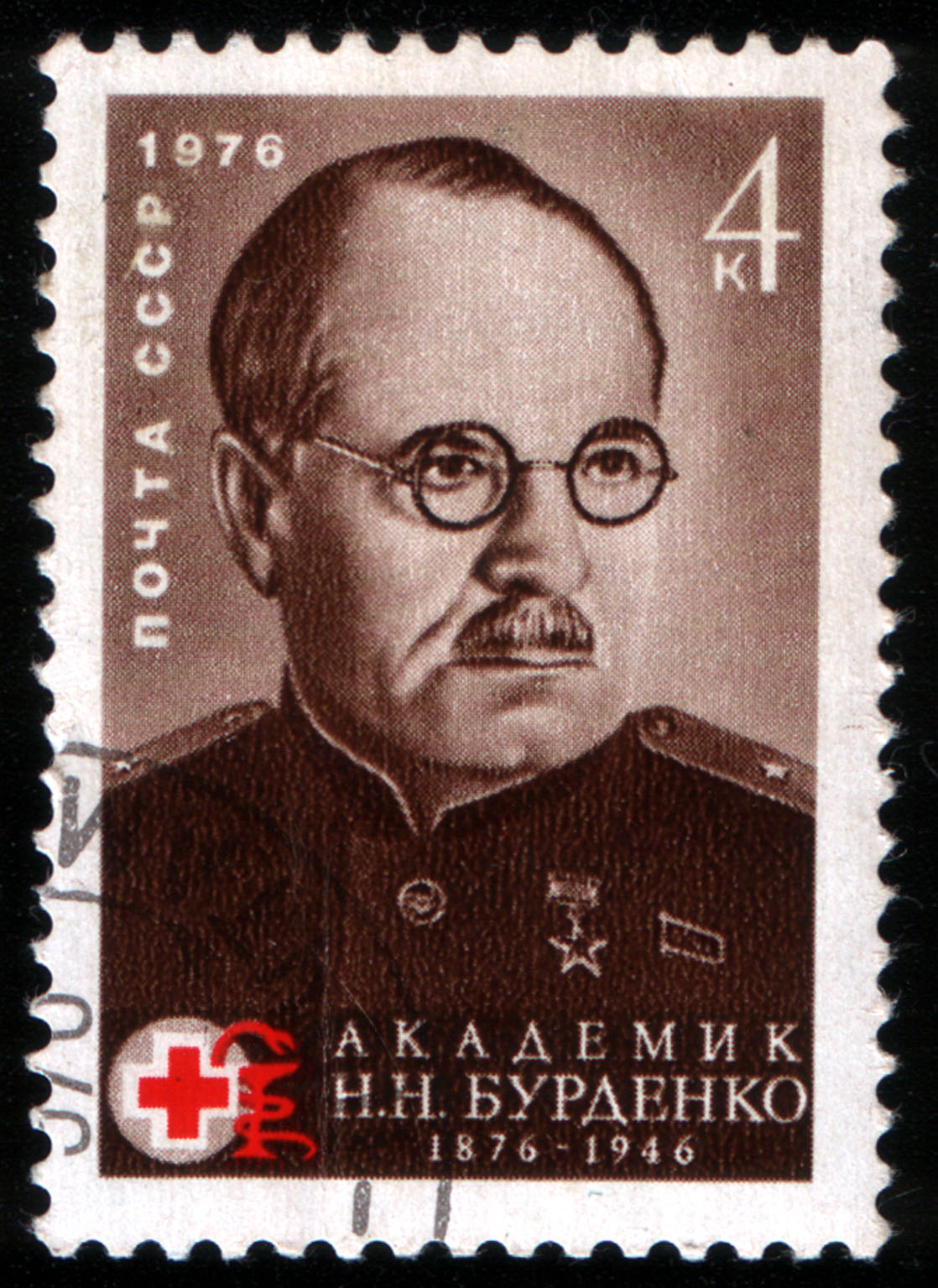
Nikołaj Burdenko na znaczku wydanym przez pocztę ZSRR z okazji stulecia urodzin

Imię Burdenki nosi instytut neurochirurgiczny w Moskwie, tamtejszy główny szpital wojskowy, wydział chirurgii Akademii Medycznej im. Seczenowa, szpital kliniczny w Penzy, ulice w Moskwie i Woroneżu. Asteroida (6754) Burdenko także została nazwana na jego cześć. Z okazji setnej rocznicy urodzin poczta ZSRR wydała okolicznościowy znaczek.

## Odznaczenia
- Medal „Sierp i Młot” Bohatera Pracy Socjalistycznej
- Order Lenina – trzykrotnie
- Order Czerwonego Sztandaru
- Order Wojny Ojczyźnianej I klasy
- Order Czerwonej Gwiazdy
- Medal „Za zasługi bojowe”
- Medal „Za obronę Moskwy”
- Medal „Za zwycięstwo nad Japonią”
- Medal „Za zwycięstwo nad Niemcami w Wielkiej Wojnie Ojczyźnianej 1941–1945”
- Medal „Za ofiarną pracę w Wielkiej Wojnie Ojczyźnianej 1941–1945”
- Nagroda Stalinowska